# 알레산드로 바스토니
알레산드로 바스토니(이탈리아어: Alessandro Bastoni, 1999년 4월 13일 ~ )는 이탈리아의 축구 선수로, 포지션은 센터백이다. 현재 이탈리아 세리에 A의 인테르나치오날레 밀라노 소속이다.

## 국가대표 경력
- 2020 UEFA 유로
- 2024 UEFA 유로

## 수상
인테르나치오날레 밀라노
- 세리에 A : 2020–21[1], 2023-24
- 코파 이탈리아 : 2021–22, 2022–23
- 수페르코파 이탈리아나 : 2021, 2022, 2023
- UEFA 유로파리그 준우승 : 2019–20
- UEFA 챔피언스리그 준우승 : 2022-23, 2024-25

이탈리아
- UEFA 유로 : 2021

### 개인
- 세리에 A 올해의 팀 : 2020-21, 2022-23, 2023-24
- 세리에 A 최우수 수비수[2] : 2023-24, 2024-25
- 세리에 A 시즌의 팀[2] : 2023-24
- UEFA 챔피언스리그 시즌의 팀 : 2022-23, 2024-25

- 이탈리아 공화국 공로장 5등급 : 2021[3][4]